# 纳瓦达
纳瓦达（Nawada），是印度比哈尔邦Nawada县的一个城镇。总人口82291（2001年）。

## 人口
该地2001年总人口82291人，其中男性43739人，女性38552人；0—6岁人口12927人，其中男6762人，女6165人；识字率65.36%，其中男性为71.35%，女性为58.57%。